# Blepharodon crabronum
Blepharodon crabronum är en oleanderväxtart som beskrevs av Goyder. Blepharodon crabronum ingår i släktet Blepharodon och familjen oleanderväxter. Inga underarter finns listade i Catalogue of Life.